# O Tudo, o Nada e o Mundo
O Tudo, O Nada e o Mundo é o álbum de estreia da banda de pop rock Zimbra, lançado em 17 de junho de 2013, com a produção de Lampadinha. O álbum contém 12 faixas, sendo 5 músicas reutilizadas do trabalho anterior da banda, o EP Cronograma. As músicas de maior destaque foram "Amanhã", "Missão Apollo", "Orfanato" e o maior sucesso da banda, "Viva".
A capa foi desenhada por Júlia Balthazar.

## História
A banda, ainda chamada "Panorama", tinha lançado o EP Cronograma em Abril de 2012, porém, com a troca de nome para "Zimbra", eles decidiram transformar esse EP num disco completo, pegando 5 das 6 músicas inclusas. Sobre o contato com o Lampadinha, Rafael conta que o produtor tinha escutado o EP Cronograma e se interessou em produzir em gravar um disco da Zimbra e daí entrou em contato com o grupo.. A faixa do EP Cronograma que ficou de fora foi "Três Semanas e Meia", pois de acordo com Lampadinha a música não se encaixava no perfil do disco e para a música não ficar perdida na discografia da banda, ela foi lançada como um single. Antes de entrar no estúdio, a banda escreveu mais 7 faixas inéditas. 

## Produção
O álbum foi gravado no Pipeline Estúdios, começando no dia 17 de Janeira de 2013. Paulo Anhaia também participou do álbum fazendo o backing vocals. O produtor foi Lampadinha que já trabalhou produzindo álbuns dos Titãs, Charlie Brown Jr, Los Hermanos e vários outros, além de possuir 4 Grammys. “Foi uma experiência fantástica ter um trampo produzido por um cara que tem 3 Grammys (atualmente são 4) e vários discos de ouro com bandas nacionais”, lembrou o vocalista Rafael Costa. “Passamos o mês de julho arranjando algumas músicas que eu tinha e dando forma a elas. Em setembro entramos em estúdio para gravar sete músicas novas, que completariam o CD junto com as músicas do EP”, continua Rafael

## Prêmios
| Ano  | Premio           | Categoria                   | Resultado |
| ---- | ---------------- | --------------------------- | --------- |
| 2013 | Prêmio Rock Show | Disco do Ano (Voto Popular) | Venceu    |

## Faixas
Todas as letras escritas por Rafael Costa. 
| N.º            | Título                     | Duração |  |
| 1.             | "Nó"                       | 3:19    |  |
| 2.             | "Missão Apollo"            | 3:03    |  |
| 3.             | "Alter Ego"                | 2:48    |  |
| 4.             | "O Tudo, o Nada e o Mundo" | 3:00    |  |
| 5.             | "O Gigante"                | 5:03    |  |
| 6.             | "Casa de Vidro"            | 3:38    |  |
| 7.             | "Amanhã"                   | 3:26    |  |
| 8.             | "Festival de Ilusão"       | 3:48    |  |
| 9.             | "Cronograma"               | 3:32    |  |
| 10.            | "Breve"                    | 2:27    |  |
| 11.            | "Orfanato"                 | 2:47    |  |
| 12.            | "Viva"                     | 3:43    |  |
| Duração total: | Duração total:             | 40:40   |  |

## Ficha Técnica

### Zimbra
- Rafael Costa - Vocal, Guitarra

- Vitor Fernandes - Guitarra
- Guilherme Goes - Baixo
- Pedro Furtado - Bateria

### Músicos convidados
- Paulo Anhaia - Backing Vocal
- Thiago Monteiro - Teclado e mellotron
- Cassio Peixoto - Trompete
- Túlio Mendes - Trombone